# Roupice bělavá

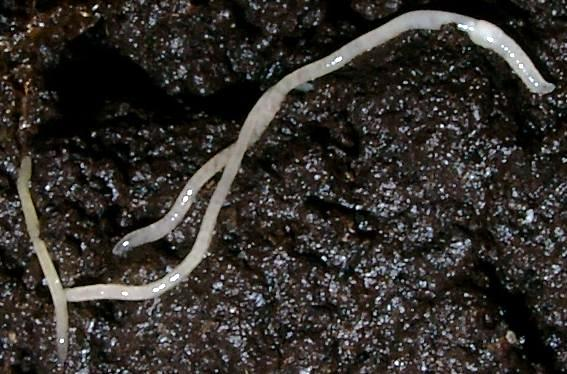
roupice bělavá

Roupice bělavá (Enchytraeus albidus Henle, 1837) je kroužkovec z čeledi roupicovitých.

## Popis
Roupice bělavá je průsvitně bělavý červ. Tělo je článkované, opatřené opaskem, dosahuje délky až 15 mm a 1 mm šířky.

## Výskyt
Enchytraeus albidus žije ve svrchních vrstvách půdy.

## Rozmnožování
Roupice bělavá je obojetník.

## Význam
Roupice bělavá se podílí na tvorbě humusu. Slouží jako modelový organismus v ekotoxikologii, fyziologii, biochemii a genetice. V akvaristice je využívána jako živé krmivo – podobně jako příbuzný druh Enchytraeus buchholzi.